# Cesarscy i królewscy strzelcy polni

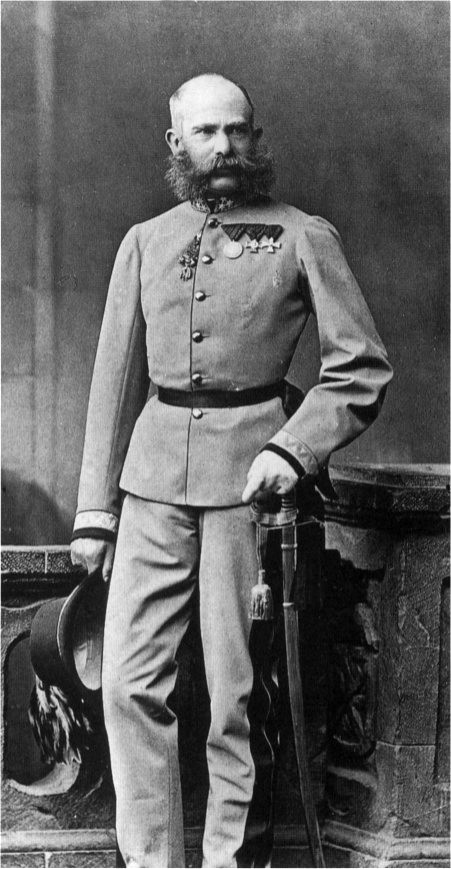
Cesarz Franciszek Józef I
w stroju paradnym formacji feldjegrów (strzelców polnych)

Cesarscy i królewscy strzelcy polni (niem. k.u.k. Feldjäger) – formacja piechoty cesarskiej i królewskiej Armii, do 1867 roku występowała pod nazwą „cesarsko-królewscy strzelcy polni” (niem. k.k. Feldjäger). 

## Historia
Do 1868 piechota austriacka dzieliła się na cztery formacje: liniowe pułki piechoty, pułki piechoty pogranicznej, bataliony strzelców polowych (Feldjägerbataillone) oraz Tyrolski Pułk Strzelców Cesarskich.
W 1808 zorganizowano dziewięć batalionów strzelców polnych, a cztery lata później dalsze trzy bataliony. W 1849 było już 25 batalionów strzelców polnych. W 1859, w czasie wojny z Francją Austriacy sformowali pięć kolejnych batalionów (nr 28-32), a bezpośrednio po jej zakończeniu jeszcze dwa bataliony. W 1866, w czasie z wojny Prusami zorganizowany został Batalion Strzelców Polnych Nr 33. W 1880 na bazie kompanii zapasowych (depot) utworzono bataliony nr 34-40.
W 1883 z każdego z osiemdziesięciu liniowych pułków piechoty wyłączono piąty batalion. Z batalionów tych oraz z ośmiu batalionów strzelców polnych zorganizowano dwadzieścia dwa nowe pułki piechoty (nr 81-102):
- Bataliony Strzelców Polnych Nr 24 i 34 zostały włączone w skład Czeskiego Pułku Piechoty Nr 91 w Czeskich Budziejowicach[1],
- Batalion Strzelców Polnych Nr 33 został włączony w skład Pobrzeżnego Kraińskiego Pułku Piechoty Nr 97 w Puli[2],
- Batalion Strzelców Polnych Nr 35 został włączony w skład Styryjskiego Pułku Piechoty Nr 87 w Grazu[3],
- Batalion Strzelców Polnych Nr 36 został włączony w skład Śląsko-Morawskiego Pułku Piechoty Nr 100 w Ołomuńcu[4],
- Batalion Strzelców Polnych Nr 37 został włączony w skład Czeskiego Pułku Piechoty Nr 94 w Lewoczy[5],
- Batalion Strzelców Polnych Nr 38 został włączony w skład Czeskiego Pułku Piechoty Nr 88 w Pradze[6],
- Batalion Strzelców Polnych Nr 39 został włączony w skład Czeskiego Pułku Piechoty Nr 98 w Józefowie[7].

Na początku lat 90. XIX wieku sześć batalionów strzelców włączono do tyrolskich strzelców cesarskich. Pozostałe dwadzieścia sześć batalionów przetrwały do roku 1914. Bezpośrednio przed wybuchem I wojny światowej sformowane zostały trzy bataliony strzelców.
Cesarskie i królewskie bataliony strzelców polnych:
- Batalion Strzelców Polnych Nr 13
- Węgierski Batalion Strzelców Polnych Nr 23 (niem. Ungarisches Feldjägerbataillon Nr 23) w Trembowli[8], a od 1910 w Pančevie (węg. Pancsova)[9]

Kadra kompanii zapasowej w Târgu Mureș (węg. Marosvásárhely)
uzupełniany przez wojskowy okręg terytorialny Sybin (węg. Nagyszeben) – 12 Korpus
podległość: 30 Dywizja Piechoty (do 1910), 34 Dywizja Piechoty (od 1910)
komendant batalionu – ppłk Rudolf von Metz (1909–1911)
sformowany w 1848, jako Siedmiogrodzki Batalion Strzelców (niem. Siebenbürger Jägerbataillon), w następnym roku przemianowany na Batalion Strzelców Polnych
- Batalion Strzelców Polnych Nr 25 (niem. Feldjägerbataillon Nr 25) w Wiedniu (Kadra Kompanii Zapasowej w Brnie, niem. Brünn, w koszarach Spielbergkaserne)
- Batalion Strzelców Polnych Nr 26 (niem. Feldjägerbataillon Nr 26) w Krems, w Dolnej Austrii (Kadra Kompanii Zapasowej w Linzu) → 1 X 1890 włączony do Pułku Strzelców Tyrolskich, jako 12 Batalion i dyslokowany do Cavalese
- Batalion Strzelców Polnych Nr 27 (niem. Feldjägerbataillon Nr 27) w Villach w Karyntii Kadra Kompanii Zapasowej w Marburgu) → 1 X 1890 włączony do Tyrolskich Pułków Strzelców
- Batalion Strzelców Polnych Nr 28 (niem. Feldjägerbataillon Nr 28) w Kovinie (węg. Kevevára) w Serbii (Kadra Kompanii Zapasowej w Aradzie, w Rumunii)
- Batalion Strzelców Polnych Nr 29 (niem. Feldjägerbataillon Nr 29) w Monfalcone (Kadra Kompanii Zapasowej w Losoncz na Słowacji)
- Batalion Strzelców Polnych Nr 30 (niem. Feldjägerbataillon Nr 30) w Steyr w Górnej Austrii (Kadra Kompanii Zapasowej w Stanisławowie)
- Węgierski Batalion Strzelców Polnych Nr 32 (niem. Ungarisches Feldjägerbataillon Nr 32) w Bańskiej Bystrzycy (węg. Besztercebánya)[10], a od 1910 w Trembowli[11][12]

Kadra kompanii zapasowej w Preszowie (węg. Eperjes)
uzupełniany przez wojskowy okręg terytorialny Koszyce (węg. Kassa) – 6 Korpus
podległość: 27 Dywizja Piechoty (do 1910), 30 Dywizja Piechoty (od 1910)
komendanci batalionu
mjr / ppłk Stephan Pilar (1909–1911)
mjr Carl Strohmer (1911)
sformowany w 1859 z 2. i 3. Wiedeńskich Batalionów Ochotniczych
- Bośniacko-Hercegowiński Batalion Strzelców Polnych (niem. Bosnisch-hercegovinisches Feldjägerbataillon) sformowany w 1903 roku